# Могамма
Могамма (араб. مجمع التحرير‎, также пишется как Мугамма, примерно переводится как «комплекс»)  — правительственное здание в Каире, столице Египта. 
Могамма была результатом серии генеральных планов района Каср-эль-Нил (ныне площадь Тахрир), который раньше был занят британскими казармами. В 1945 году, когда король Египта Фарук I приказал снести казармы после ухода британских войск из этого района, последовал ряд предложений по городскому планированию. Идея централизованного единого административного здания возникала из планов 1945 года. 
Строительство продолжалось с 1946 по 1949 год. Стиль здания отражает типичный модернизм 1940-х годов — правительственные здания в том же стиле можно найти в Буффало (мэрия Буффало), в Нью-Йорке и Париже. 
Вопреки распространенному мнению, здесь нет советских ассоциаций или влияния. К тому же здание не было построено правительством второго президента Египта Гамаля Абделя Насера, так как в Насер не был лидером Египта до ноября 1954 года (таким образом он никак не связан со строительством).
Могамма расположена в центре Каира на южной стороне площади Тахрир.

## Использование
Могамма является административным правительственным зданием, где выполняются основные функции государственного управления.  В здании работают от 18 000 до 30 000 египетских государственных служащих.  

## Архитектура
Здание было спроектировано египетским архитектором Мохамедом Камалем Исмаилом, который также спроектировал здание Верховного суда Египта и планировал расширение Великой мечети Мекки и Аль-Масджид ан-Набави в Саудовской Аравии. 
14-этажное здание было построено в модернистском стиле — с небольшим вниманием к орнаменту фасада, отдавая предпочтение его практичности. Изначально планировалось, что там будут работать около 4 000 человек.

## Могамма в кино
Могамма появлялась в нескольких египетских фильмах, самым известным из которых является «Аль-ирхаб валь-кебаб» («Терроризм и шашлык»).
В фильме «Могамма и невыносимая бюрократия» используются как метафора всего того, что не так в египетском обществе.

## Могамма сегодня

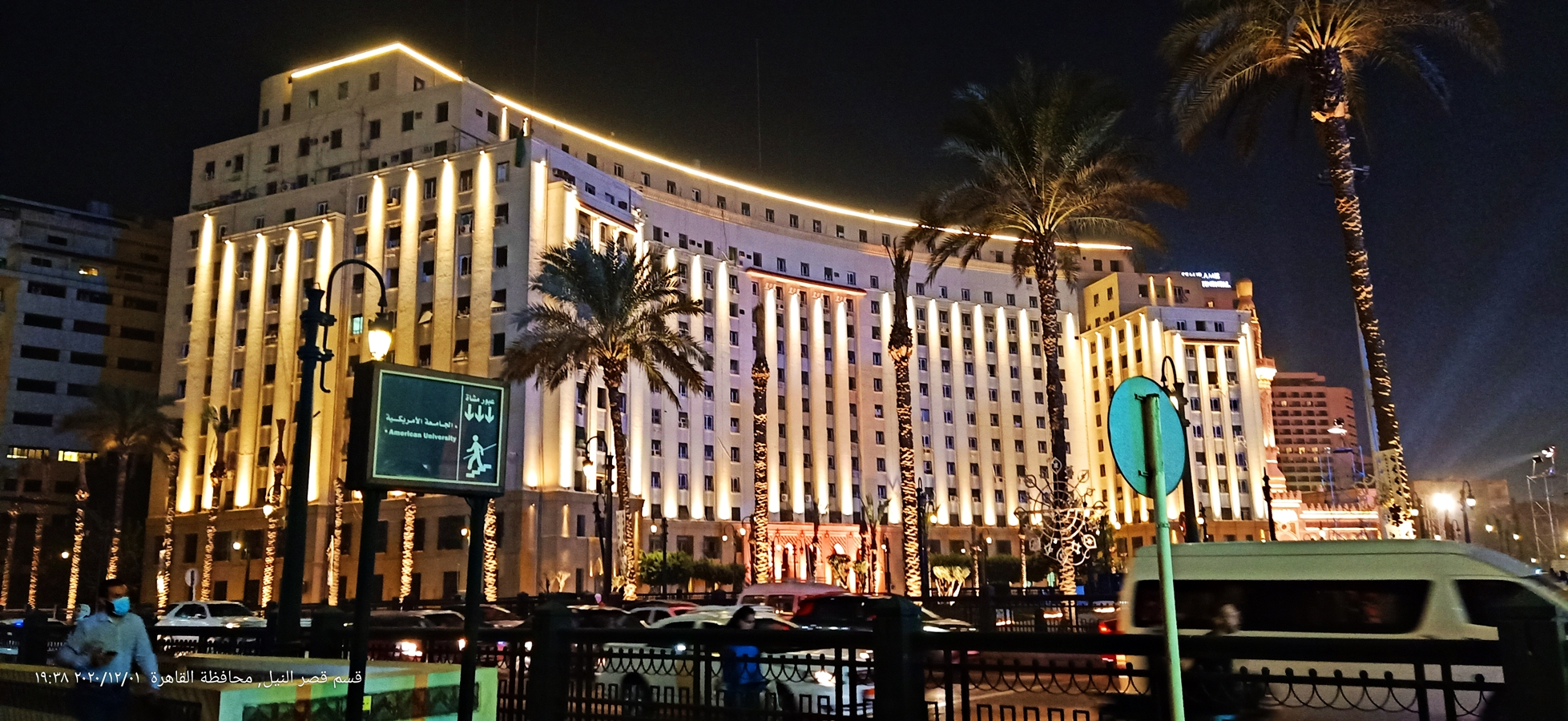
Могамма ночью

В 2005 году правительство сообщило, что у него есть планы по перемещению правительственных административных зданий и ведомств с их нынешних местоположений в центре города и его окрестностях в другое место. В 2016 году правительство объявило о своем плане по уменьшению заторов в районе центра Каира. Он был сосредоточен в первую очередь на Могамме, которая, как считается, создала и после способствовала огромным заторам на площади Тахрир. Административные помещения внутри здания должны быть освобождены и перенесены в другое место за пределами центра города, но, хотя правительство назначило дату эвакуации здания на середину 2017 года, крайний срок еще не соблюден.
Шаги к окончательному переезду из здания были наконец предприняты в середине 2019 года, когда Управление паспортов, миграции и гражданства, которое занимало 215 офисов на первом и втором этажах и привлекало более 75% граждан, посещающих Могамму, было перенесено на новую территорию в Аббасию. Кроме того, переселены 140 офисов Министерства социальной солидарности, которые раньше занимали пятый этаж здания.

## Во время египетской революции 2011 г.
Во время египетской революции 2011 года Могамма была закрыта из-за сидячей демонстрации на площади Тахрир. Вторая сидячая забастовка на площади Тахрир, начавшаяся 8 июля 2011 года, также заблокировала подходы к Могамме.